# Lista de imperatrizes romanas e bizantinas
Ver também: Lista de imperadores romanos e lista de imperadores bizantinos.
Esta é uma lista das mulheres que foram imperatrizes-consorte romanas, ou seja, as esposas de um imperador romano, o governante do Império Romano. A imperatriz consorte não exercia o poder de facto, mas geralmente tinha muita influência na corte, principalmente entre as mulheres e filhos.
Os romanos não tinham um termo único para a função: títulos latinos e gregos como augusta (derivado do primeiro imperador Augusto), cesarissa (derivado de Júlio César), basilissa (em grego: βασίλισσα), a forma feminina de basileu, e autocratorissa, feminino de autocrata, foram todos utilizados. No século III, a augusta também podia receber títulos como "mãe do exército acampado" (mater castrorum) e "mãe da pátria" (mater patriae). Outro título das imperatrizes bizantinas era "piedosíssima augusta" (eusebestatē augousta); elas eram também chamadas de kyria ("madame") ou despoina (δέσποινα), forma feminina de déspota. Por conta da prática de dividir o Império Romano entre diferentes imperadores, houve períodos nos quais havia mais de uma imperatriz. Todas elas aparecem aqui, juntamente com algumas co-imperatrizes. Nem todas foram chamadas de augusta e nem toda as que receberam o título foram imperatrizes, pois as irmãs e amantes do imperador também podiam receber o título. Algumas cesarissas e despoinas que nunca foram imperatrizes foram incluídas, uma vez que estes títulos eram muito similares ao de imperatriz, ainda que, no período do Império Bizantino, fossem mais próximos ao que se conhece atualmente como príncipe herdeiro.
O Império Romano do Ocidente não teve nenhuma imperatriz reinante conhecida, embora a obscura Úlpia Severina tenha provavelmente reinado por conta própria após a morte de seu marido Aureliano. O Império Romano do Oriente (posteriormente chamado de Bizantino) teve três imperatrizes-reinantes oficiais: Irene, Zoé Porfirogênita e Teodora. Contudo, jamais houve um "imperador-consorte" (ou seja, o marido de uma imperatriz-reinante), embora, em alguns momentos, marido e mulher tenham reinado como coimperadores, como foi o caso de Justiniano e Teodora.

## Variações
| Variações deste título incluem: - Imperatriz de Roma - Imperatriz do Império Romano - Imperatriz Romana - Imperatriz do Império Romano do Ocidente - Imperatriz Romana Ocidental - Imperatriz do Império Romano do Oriente - Imperatriz Romana Oriental - Imperatriz dos Romanos - Imperatriz dos Gregos | Variações cristãs ocidentais ou modernas: - Imperatriz do Império Bizantino - Imperatriz Bizantina - Imperatriz de Bizâncio - Imperatriz de Constantinopla - Imperatriz dos Gregos |

## Imperatrizes-consorte doImpério Romano

### Dinastia júlio-claudiana(27 a.C.–68 d.C.)
| Imagem | Nome port., latim, grego                              | Pai                                  | Nascimento                  | Casamento                   | Início do reinado           | Fim do reinado                    | Morte                                                                                    | Marido   |
| ------ | ----------------------------------------------------- | ------------------------------------ | --------------------------- | --------------------------- | --------------------------- | --------------------------------- | ---------------------------------------------------------------------------------------- | -------- |
|        | Lívia Drusa (LIVIA•DRVSILLA)                          | Marco Lívio Druso Cláudio (Cláudios) | 30 de janeiro de 58 a.C.    | 17 de janeiro de 38 a.C.    | 16 de janeiro de 27 a.C.    | 19 de agosto de 14 d.C.           | 29 d.C.                                                                                  | Augusto  |
|        | Lívia Orestila                                        | ?                                    | ?                           | 37 ou 38                    | 37 ou 38                    | Poucos dias depois de se casar    | ?                                                                                        | Calígula |
|        | Lolia Paulina                                         | Marco Lólio, o Jovem                 | ?                           | 38                          | 38                          | 6 meses depois                    | 49                                                                                       | Calígula |
|        | Milônia Cesônia                                       | ?                                    | ?                           | final de 39 ou início de 40 | final de 39 ou início de 40 | 24 de janeiro de 41               | Horas depois da morte do marido                                                          | Calígula |
|        | Valéria Messalina                                     | Marco Valério Messala Barbato        | c. 17/20                    | 37 ou 38                    | 24 de janeiro de 41         | 48, por conspirar contra o marido | 48, por conspirar contra o marido                                                        | Cláudio  |
|        | Agripina Menor (IVLIA•AGRIPPINA) (η Ιουλία Αγριππίνη) | Germânico (Cláudios)                 | 6 de novembro de 15         | 1 de janeiro de 49          | 1 de janeiro de 49          | 13 de outubro de 54               | Março de 59, possivelmente morta pelo filho Nero por causa de seu caso com Popeia Sabina | Cláudio  |
|        | Cláudia Otávia (CLAVDIA•OCTAVIA)                      | Cláudio (Cláudios)                   | final de 39 ou início de 40 | 9 de junho de 53            | 13 de outubro de 54         | 1 de janeiro de 61                | 9 de junho de 62                                                                         | Nero     |
|        | Popeia Sabina                                         | Tito Olio                            | 30                          | 62                          | 62                          | 65                                | 65                                                                                       | Nero     |
|        | Estacília Messalina                                   | ?                                    | c. 35                       | 66                          | 66                          | 9 de junho de 68                  | Depois de 68                                                                             | Nero     |
| Imagem | Nome port., latim, grego                              | Pai                                  | Nascimento                  | Casamento                   | Início do reinado           | Fim do reinado                    | Morte                                                                                    | Marido   |

### Ano dos quatro imperadores&Dinastia flaviana(68–96)
| Imagem | Nome port., latim, grego | Pai                           | Nascimento | Casamento | Início do reinado    | Fim do reinado       | Morte        | Marido    |
| ------ | ------------------------ | ----------------------------- | ---------- | --------- | -------------------- | -------------------- | ------------ | --------- |
|        | Galéria Fundana          | Galério (n. c. 15), um pretor | c. 40      | c. 50     | Março de 69          | Dezembro de 69       | Depois de 69 | Vitélio   |
|        | Domícia Longina          | Cneu Domício Córbulo          | c. 53      | c. 70     | 14 de setembro de 81 | 18 de setembro de 96 | c. 130       | Domiciano |
| Imagem | Nome port., latim, grego | Pai                           | Nascimento | Casamento | Início do reinado    | Fim do reinado       | Morte        | Marido    |

### Dinastia nerva-antonina(inclusive os "cinco bons imperadores") (96–192)
| Imagem | Nome port., latim, grego                       | Pai                                     | Nascimento                         | Casamento                       | Início do reinado                                                                          | Fim do reinado     | Morte      | Marido        |
| ------ | ---------------------------------------------- | --------------------------------------- | ---------------------------------- | ------------------------------- | ------------------------------------------------------------------------------------------ | ------------------ | ---------- | ------------- |
|        | Pompeia Plotina                                | ?                                       | ?                                  | ?                               | 28 de janeiro de 98                                                                        | 7 de agosto de 117 | 121-122    | Trajano       |
|        | Víbia Sabina                                   | Lúcio Víbio Sabino                      | c. 80                              | 100                             | 10 de agosto de 117                                                                        | 136 ou 137         | 136 ou 137 | Adriano       |
|        | Faustina, a Maior Annia Galeria Faustina Major | Marco Ânio Vero                         | 21 de setembro de c. 100           | 110-115                         | 11 de julho de 138                                                                         | 140                | 140        | Antonino Pio  |
|        | Faustina, a Jovem Annia Galeria Faustina Minor | Antonino Pio (Dinastia nerva-antonina)  | 16 de fevereiro de entre 125 e 130 | 13 de maio de 145               | 8 de março de 161 como co-imperatriz consorte Março de 169 como única imperatriz consorte  | 175                | 175        | Marco Aurélio |
|        | Lucila Annia Aurelia Galeria Lucilla           | Marco Aurélio (Dinastia nerva-antonina) | 7 de março de 148 ou 150           | 164 como co-imperatriz consorte | 164 como co-imperatriz consorte                                                            | Março de 169       | 182        | Lúcio Vero    |
|        | Bruta Crispina                                 | Caio Bruto Presente                     | 164                                | Julho de 178                    | Julho de 178 como co-imperatriz consorte 18 de março de 180 como única imperatriz consorte | 182                | 182 ou 187 | Cômodo        |
| Imagem | Nome port., latim, grego                       | Pai                                     | Nascimento                         | Casamento                       | Início do reinado                                                                          | Fim do reinado     | Morte      | Marido        |

### Ano dos cinco imperadores&Dinastia severa(193–235)
| Imagem | Nome port., latim, grego                                        | Pai                              | Nascimento                 | Casamento              | Início do reinado | Fim do reinado       | Morte         | Marido           |
| ------ | --------------------------------------------------------------- | -------------------------------- | -------------------------- | ---------------------- | --- | -------------------- | ------------- | ---------------- |
|        | Flávia Ticiana Flavia Titiana                                   | Tito Flávio Claúdio Sulpiciano   | ?                          | ?                      | 1 de janeiro de 193 | 28 de março de 193   | Depois de 193 | Pertinax         |
|        | Mânlia Escantila Manlia Scantilla                               | (Mânlios)                        | ?                          | Antes de 153           | 28 de março de 193 | 1 de junho de 193    | ?             | Dídio Juliano    |
|        | Júlia Domna                                                     | Família árabe                    | 170                        | Final da década de 180 | 14 de abril de 193 como co-imperatriz consorte Fevereiro de 197 como única imperatriz consorte Abril de 202 como imperatriz consorte sênior | 4 fevereiro de 211   | 217           | Sétimo Severo    |
|        | Fúlvia Plaucila                                                 | Caio Fúlvio Plauciano (Fúlvios)  | 185 - por volta de 188-189 | 13 de maio de 145      | Abril de 202 como co-imperatriz consorte ou imperatriz consorte júnior                                                                      | 22 de janeiro de 205 | Início de 212 | Caracala         |
|        | Nônia Celsa                                                     | ?                                | ?                          | ?                      | 8 de abril de 217 | Junho de 218         | ?             | Macrino          |
|        | Júlia Cornélia Paula                                            | Júlio Cornélio Paulo (Cornélios) | ?                          | 219                    | 219 | Início de 220        | ?             | Heliogábalo      |
|        | Aquília Severa Julia Aquilia Severa                             | Quinto Aquílio                   | ?                          | 220                    | 220 | 221                  | ?             | Heliogábalo      |
|        | Ânia Faustina Annia Aurelia Faustina                            | Tibério Cláudio Severo Próculo   | ?                          | Julho de 221           | Julho de 221 | Final de 221         | ?             | Heliogábalo      |
|        | Aquília Severa Julia Aquilia Severa                             | Quinto Aquílio                   | ?                          | 221                    | 221 | 222                  | ?             | Heliogábalo      |
|        | Salústia Orbiana Seia Herennia Sallustia Barbia Orbiana Augusta | Seio Salústio                    | ?                          | 225-226                | 225-226 | 227                  | ?             | Alexandre Severo |
| Imagem | Nome port., latim, grego                                        | Pai                              | Nascimento                 | Casamento              | Início do reinado | Fim do reinado       | Morte         | Marido           |

### Crise do terceiro século(235–284)
| Imagem | Nome port., latim, grego                                | Pai                                      | Nascimento      | Casamento    | Início do reinado | Fim do reinado             | Morte                         | Marido          |
| ------ | ------------------------------------------------------- | ---------------------------------------- | --------------- | ------------ | --- | -------------------------- | ----------------------------- | --------------- |
|        | Cecília Paulina                                         | ?                                        | ?               | ?            | 20 de março de 235 | 235-236                    | 235-236                       | Maximino Trácio |
|        | Tranquilina Furia Sabinia Tranquillina                  | Caio Fúrio Sabino Áquila Timesiteu       | c. 225          | Maio de 241  | Maio de 241 | 11 de fevereiro de 244     | Depois de 244                 | Gordiano III    |
|        | Márcia Otacília Severa                                  | Otacílio Severo ou Severiano (Otacílios) | ?               | 234          | Fevereiro de 244 | Setembro/outubro de 249    | ?                             | Filipe, o Árabe |
|        | Herênia Etruscila Annia Cupressenia Herennia Etruscilla | Família senatorial etrusca desconhecida  | Setembro de 249 | Antes de 230 | Setembro/outubro de 249 | Junho de 251               | Junho de 251 depois do marido | Décio           |
|        | Afínia Gemina Bibiana                                   | ?                                        | ?               | ?            | Junho de 251 | Agosto de 253              | ?                             | Treboniano Galo |
|        | Cornélia Supera Gaia Cornelia Supera                    | ?                                        | ?               | ?            | Agosto de 253 | Outubro de 253             | ?                             | Emiliano        |
|        | Cornélia Salonina Julia Cornelia Salonina               | ?                                        | ?               | ?243         | Outubro de 253 | Setembro de 268            | Setembro de 268               | Galiano         |
|        | Úlpia Severina                                          | (Úlpios)                                 | ?               | ?            | Setembro de 270 | Setembro ou outubro de 275 | ?                             | Aureliano       |
|        | Magnia Urbica                                           | ?                                        | ?               | ?            | 282 como cesarissa do ocidente Final de julho/início de agosto de 283 como única imperatriz consorte 20 de novembro de 284 disputa o cargo com a imperatriz Prisca | 285                        | ?                             | Carino          |
| Imagem | Nome port., latim, grego                                | Pai                                      | Nascimento      | Casamento    | Início do reinado | Fim do reinado             | Morte                         | Marido          |

### TetrarquiaeDinastia constantiniana(284–364)
| Imagem | Nome port., latim, grego                       | Pai                                  | Nascimento    | Casamento                                                | Início do reinado | Fim do reinado                                                           | Morte         | Marido           |
| ------ | ---------------------------------------------- | ------------------------------------ | ------------- | -------------------------------------------------------- | --- | ------------------------------------------------------------------------ | ------------- | ---------------- |
|        | Prisca                                         | ?                                    | ?             | ?                                                        | 20 de novembro de 284 em conflito com Magnia Urbica 285 como única imperatriz consorte 1 de abril de 286 como co-imperatriz consorte no oriente | 1 de maio de 305                                                         | 315           | Diocleciano      |
|        | Eutrópia                                       | ?                                    | ?             | Por volta de 283                                         | 21-25 de julho de 285 como cesarissa 1 de abril de 286 como co-imperatriz consorte no ocidente Final de 306, marido se declarou "Augusto" | 1 de maio de 305 Julho de 310                                            | Depois de 325 | Maximiano        |
|        | Flávia Maximiana Teodora                       | Afrânio Hanibaliano ou Maximiano     | ?             | 293                                                      | 293 como cesarissa 1 de maio de 305 como co-imperatriz consorte no ocidente | 25 de julho de 306                                                       | ?             | Constâncio Cloro |
|        | Galéria Valéria                                | Diocleciano                          | ?             | 293                                                      | 1 de março - 21 de maio 293 como cesarissa 1 de maio de 305 como imperatriz consorte no oriente | 5 de maio de 311                                                         | 315           | Galério          |
|        | Valéria Maximila                               | Galério                              | ?             | Por volta de 293                                         | 28 de outubro de 306 como imperatriz consorte no ocidente | 28 de outubro de 312                                                     | ?             | Magêncio         |
|        | Minervina                                      | ?                                    | ?             | ?                                                        | 25 de julho de 306 como cesarissa | Antes de 307                                                             | ?             | Constantino I    |
|        | Fausta Fausta Flavia Maxima                    | Maximiano                            | 289           | 307                                                      | 307 como cesarissa no ocidente Em 309, marido proclamado imperador Abril de 310 aceita no oriente 29 de outubro de 312 imperatriz consorte no ocidente, imperatriz consorte sênio no império 19 de setembro de 324 como imperatriz consorte do império reunido | 326                                                                      | 326           | Constantino I    |
|        | Flávia Júlia Constância                        | Constantino I (Constantiniano)       | Depois de 293 | 313                                                      | 313 como imperatriz consorte no oriente | 324                                                                      | c. 330        | Licínio          |
|        | Filha de nome desconhecido de Júlio Constâncio | Júlio Constâncio (Constantiniano)    | ?             | 335 ou 336                                               | 335 ou 336 como cesarissa 22 de maio de 337 como co-imperatriz consorte 350 como única imperatriz consorte do império | 353-354                                                                  | ?             | Constâncio II    |
|        | Eusébia Flavia Aurelia Eusebia                 | Flávio Eusébio, "o cônsul macedônio" | ?             | 353 como única imperatriz consorte no império            | 353 como única imperatriz consorte no império | 360                                                                      | 360           | Constâncio II    |
|        | Faustina                                       | ?                                    | ?             | Inverno de 360 como única imperatriz consorte no império | Inverno de 360 como única imperatriz consorte no império | 3 de novembro de 361                                                     | Depois de 366 | Constâncio II    |
|        | Helena Helena Constantia                       | Constantino I (Constantiniano)       |               |                                                          | Novembro de 355 como cesarissa Fevereiro de 360 como imperatriz consorte | Novembro de 355 como cesarissa Fevereiro de 360 como imperatriz consorte | 360?          | Juliano          |
|        | Cárito                                         | Luciliano                            | ?             | ?                                                        | 27 de junho de 363 | 17 de fevereiro de 364                                                   | Depois de 380 | Joviano          |
| Imagem | Nome port., latim, grego                       | Pai                                  | Nascimento    | Casamento                                                | Início do reinado | Fim do reinado                                                           | Morte         | Marido           |

### Dinastia valentiniana(364-379)
| Imagem | Nome port., latim, grego | Pai                            | Nascimento | Casamento | Início do reinado | Fim do reinado | Morte  | Marido         |
| ------ | ------------------------ | ------------------------------ | ---------- | --------- | ----------------- | -------------- | ------ | -------------- |
|        | Marina Severa            | ?                              | ?          | ?         | c. 364            | 370            | ?      | Valentiniano I |
|        | Justina                  | Justo                          | c. 340     | c. 370    | c. 370            | 375            | c. 391 | Valentiniano I |
|        | Albia Dominica           | Petrônio                       | c. 337     | c. 354    | c. 364            | 378            | ?      | Valente        |
|        | Flávia Máxima Constância | Constâncio II (Constantiniano) | c. 361-362 | c. 374    | c. 374            | 383            | 383    | Graciano       |
|        | Leta                     | ?                              | ?          | 383       | 383               | 383            | ?      | Graciano       |
| Imagem | Nome port., latim, grego | Pai                            | Nascimento | Casamento | Início do reinado | Fim do reinado | Morte  | Marido         |

### Dinastia teodosiana(379–395)
| Imagem | Nome port., latim, grego            | Pai                           | Nascimento | Casamento                                                                                              | Início do reinado                                                                                      | Fim do reinado        | Morte | Marido     |
| ------ | ----------------------------------- | ----------------------------- | ---------- | --- | --- | --------------------- | ----- | ---------- |
|        | Élia Flacila Aelia Flavia Flaccilla | ?                             | ?          | 375-376                                                                                                | Agosto de 378 como imperatriz consorte romana no oriente                                               | 385                   | 385   | Teodósio I |
|        | Gala Flavia Galla                   | Valentiniano I (Valentiniano) | 370-375    | 387 como imperatriz consorte romana no oriente 15 de maio de 392 como única imperatriz consorte romana | 387 como imperatriz consorte romana no oriente 15 de maio de 392 como única imperatriz consorte romana | 17 de novembro de 375 | 394   | Teodósio I |
| Imagem | Nome port., latim, grego            | Pai                           | Nascimento | Casamento                                                                                              | Início do reinado                                                                                      | Fim do reinado        | Morte | Marido     |

## Imperatrizes consorte doImpério Romano do Ocidente

### Dinastia teodosiana(395–455)
| Imagem                                                                    | Nome port., latim, grego                                                  | Pai                      | Nascimento | Casamento                                                      | Início do reinado                                               | Fim do reinado       | Morte                 | Marido           |
| ------------------------------------------------------------------------- | ------------------------------------------------------------------------- | ------------------------ | ---------- | -------------------------------------------------------------- | --------------------------------------------------------------- | -------------------- | --------------------- | ---------------- |
|                                                                           | Maria                                                                     | Estilicão                | ?          | Fevereiro de 398 como imperatriz consorte romana ocidental     | Fevereiro de 398 como imperatriz consorte romana ocidental      | 407                  | 407                   | Honório          |
|                                                                           | Termância Thermantia                                                      | Estilicão                | ?          | 408 como imperatriz consorte romana ocidental                  | 408 como imperatriz consorte romana ocidental                   | c. 408               | 415                   | Honório          |
|                                                                           | Gala Placídia Aelia Galla Placidia                                        | Teodósio I (Teodosiano)  | 392        | 1 de janeiro de 421                                            | 8 de fevereiro de 421 como imperatriz consorte romana ocidental | 2 de setembro de 421 | 27 de novembro de 450 | Constâncio III   |
|                                                                           | Licínia Eudóxia                                                           | Teodósio II (Teodosiano) | 422        | 29 de outubro de 437 como imperatriz consorte romana ocidental | 29 de outubro de 437 como imperatriz consorte romana ocidental  | 16 de março de 455   | 462                   | Valentiniano III |
| 17 de março de 455, segunda vez como imperatriz consorte romana ocidental | 17 de março de 455, segunda vez como imperatriz consorte romana ocidental | Teodósio II (Teodosiano) | 422        | 31 de maio de 455                                              | Petrônio Máximo                                                 |                      | 462                   |                  |
| Imagem                                                                    | Nome port., latim, grego                                                  | Pai                      | Nascimento | Casamento                                                      | Início do reinado                                               | Fim do reinado       | Morte                 | Marido           |

### Período não dinástico (455–476)
| Imagem | Nome port., latim, grego                          | Pai                             | Nascimento | Casamento  | Início do reinado                 | Fim do reinado                                                            | Morte | Marido      |
| ------ | ------------------------------------------------- | ------------------------------- | ---------- | ---------- | --------------------------------- | ------------------------------------------------------------------------- | ----- | ----------- |
|        | Márcia Eufêmia Aelia Marcia Euphemia              | Marciano                        | ?          | 453        | 12 de abril de 467                | 11 de julho de 472                                                        | ?     | Antêmio     |
|        | Placídia Galla Placidia Valentiniana Minor        | Valentiniano III (Valentiniano) | 439-443    | 454 ou 455 | 23 de março ou 11 de julho de 472 | 23 de outubro ou 2 de novembro de 472                                     | 480   | Olíbrio     |
|        | Sobrinha de nome desconhecido de Leão I, o Trácio | ? (Leonina)                     | ?          | ?          | Junho de 474                      | 25 de abril de 480 (a partir de 28 de agosto de 475 a partir da Dalmácia) | ?     | Júlio Nepos |
| Imagem | Nome port., latim, grego                          | Pai                             | Nascimento | Casamento  | Início do reinado                 | Fim do reinado                                                            | Morte | Marido      |

## Imperatrizes consorte doImpério Romano do Oriente

### Dinastia teodosiana(395–457)
| Imagem | Nome port., latim, grego           | Pai                  | Nascimento           | Casamento          | Início do reinado  | Fim do reinado      | Morte                | Marido      |
| ------ | ---------------------------------- | -------------------- | -------------------- | ------------------ | ------------------ | ------------------- | -------------------- | ----------- |
|        | Élia Eudócia Aelia Eudocia         | Bautão               | ?                    | 27 de abril de 395 | 27 de abril de 395 | 6 de outubro de 404 | 6 de outubro de 404  | Arcádio     |
|        | Élia Eudócia Aelia Licinia Eudocia | Leôncio              | c. 401               | 7 de junho de 421  | 7 de junho de 421  | 28 de julho de 450  | 20 de outubro de 460 | Teodósio II |
|        | Élia Pulquéria Aelia Pulcheria     | Arcádio (Teodosiano) | 19 de janeiro de 399 | 28 de julho de 450 | 28 de julho de 450 | Julho de 453        | Julho de 453         | Marciano    |
| Imagem | Nome port., latim, grego           | Pai                  | Nascimento           | Casamento          | Início do reinado  | Fim do reinado      | Morte                | Marido      |

### Dinastia leonina(457–518)
| Imagem                               | Nome port., latim, grego             | Pai                        | Nascimento | Casamento | Início do reinado                       | Fim do reinado       | Morte   | Marido           |
| ------------------------------------ | ------------------------------------ | -------------------------- | ---------- | --------- | --------------------------------------- | -------------------- | ------- | ---------------- |
|                                      | Élia Verina Aelia Verina             | ?                          | ?          | ?         | 7 de fevereiro de 457                   | 18 de janeiro de 474 | 484     | Leão I, o Trácio |
|                                      | Ariadne Aelia Ariadne                | Leão I, o Trácio (Leonino) | c. 450     | 466-468   | 9 de fevereiro de 474 pela primeira vez | 9 de janeiro de 475  | 515     | Zenão            |
|                                      | Élia Zenonis Aelia Zenonis           | ?                          | ?          | ?         | 9 de janeiro de 475                     | Agosto de 476        | 476-477 | Basilisco        |
|                                      | Ariadne Aelia Ariadne                | Leão I, o Trácio (Leonino) | c. 450     | 466-468   | Agosto de 476, pela segunda vez         | 9 de abril de 491    | 515     | Zenão            |
| 20 de maio de 491, pela terceira vez | 20 de maio de 491, pela terceira vez | Leão I, o Trácio (Leonino) | c. 450     | 515       | 515                                     | Anastácio I Dicoro   |         |                  |
| Imagem                               | Nome port., latim, grego             | Pai                        | Nascimento | Casamento | Início do reinado                       | Fim do reinado       | Morte   | Marido           |

### Dinastia justiniana(518–602)
| Imagem | Nome port., latim, grego                | Pai                       | Nascimento | Casamento     | Início do reinado | Fim do reinado        | Morte              | Marido       |
| ------ | --------------------------------------- | ------------------------- | ---------- | ------------- | --- | --------------------- | ------------------ | ------------ |
|        | Eufêmia                                 | ?                         | ?          | 491-518       | Julho de 518 | c. 524                | c. 524             | Justino I    |
|        | Teodora Θεοδώρα                         | Acácio                    | c. 500     | ?             | 1 de agosto de 527 | 28 de junho de 548    | 28 de junho de 548 | Justiniano I |
|        | Sofia Aelia Sophia                      | Sitas                     | c. 530     | ?             | 14 de novembro de 565 como única imperatriz consorte 5 de outubro de 578 como imperatriz consorte                                  | 5 de outubro de 578   | Depois de 601      | Justino II   |
|        | Ino Anastácia (ou Élia) Aelia Anastasia | ?                         | ?          | ?             | 7 de dezembro de 574 como cesarissa Setembro de 578 como co-imperatriz consorte 5 de outubro de 578 como única imperatriz consorte | 14 de agosto de 582   | 593                | Tibério II   |
|        | Constantina                             | Tibério II (Justininiano) | c. 560     | Outono de 582 | Outono de 582 | 27 de novembro de 602 | c. 605             | Maurício     |
| Imagem | Nome port., latim, grego                | Pai                       | Nascimento | Casamento     | Início do reinado | Fim do reinado        | Morte              | Marido       |

### Período não dinástico (602–610)
| Imagem | Nome port., latim, grego | Pai | Nascimento | Casamento | Início do reinado     | Fim do reinado | Morte | Marido |
| ------ | ------------------------ | --- | ---------- | --------- | --------------------- | -------------- | ----- | ------ |
|        | Leôncia                  | ?   | ?          | ?         | 23 de novembro de 602 | Outubro de 610 | ?     | Focas  |
| Imagem | Nome port., latim, grego | Pai | Nascimento | Casamento | Início do reinado     | Fim do reinado | Morte | Marido |

### Dinastia heracliana(610–711)
| Imagem | Nome port., latim, grego    | Pai                  | Nascimento    | Casamento                                                                  | Início do reinado                                                                              | Fim do reinado         | Morte               | Marido          |
| ------ | --------------------------- | -------------------- | ------------- | -------------------------------------------------------------------------- | ---------------------------------------------------------------------------------------------- | ---------------------- | ------------------- | --------------- |
|        | Fábia Eudócia Fabia Eudokia | Rogas da África      | c. 580        | 5 de outubro de 610                                                        | 5 de outubro de 610                                                                            | 13 de agosto de 612    | 13 de agosto de 612 | Heráclio        |
|        | Martina                     | Martinus             | ?             | 613 como única imperatriz consorte 629-630 como imperatriz consorte sênior | 613 como única imperatriz consorte 629-630 como imperatriz consorte sênior                     | 11 de fevereiro de 641 | Depois de 641       | Heráclio        |
|        | Gregória                    | Nicetas              | Década de 610 | 629-630                                                                    | 629-630 como imperatriz consorte júnior 11 de fevereiro de 641 como imperatriz consorte sênior | Maio de 641            | ?                   | Constantino III |
|        | Fausta                      | Valentino (Arsácida) | c. 630        | 642                                                                        | 642                                                                                            | 15 de setembro de 668  | Depois de 668       | Constante II    |
|        | Anastácia                   | ?                    | ?             | ?                                                                          | 668                                                                                            | Setembro de 685        | Depois de 711       | Constantino IV  |
|        | Eudócia                     | ?                    | ?             | ?                                                                          | c. 685?                                                                                        | c. 695?                | ?                   | Justiniano II   |
|        | Teodora                     | ?                    | ?             | 703                                                                        | 705                                                                                            | Dezembro de 711        | ?                   | Justiniano II   |
| Imagem | Nome port., latim, grego    | Pai                  | Nascimento    | Casamento                                                                  | Início do reinado                                                                              | Fim do reinado         | Morte               | Marido          |

### Período não dinástico (711–717)
Nenhuma

### Dinastia isáurica(717–802)
| Imagem | Nome port., latim, grego                                  | Pai                         | Nascimento | Casamento             | Início do reinado | Fim do reinado        | Morte              | Marido             |
| ------ | --------------------------------------------------------- | --------------------------- | ---------- | --------------------- | --- | --------------------- | ------------------ | ------------------ |
|        | Maria                                                     | Tervel da Bulgária (Dulo)   | ?          | ?                     | 25 de março de 717 | 18 de junho de 741    | ?                  | Leão III, o Isauro |
|        | Ana                                                       | Leão III, o Isauro (Isauro) | c. 705     | ?                     | Junho de 741 como imperatriz consorte rival                                                                                                 | Novembro de 743       | Depois de 743      | Artavasdo          |
|        | Tzitzak (Irene da Cazária)                                | Bihar                       | ?          | c. 732                | c. 732 como co-imperatriz consorte 18 de junho de 741 como co-imperatriz consorte rival 2 de novembro de 743 como única imperatriz consorte | c. 750                | c. 750             | Constantino V      |
|        | Maria                                                     | ?                           | ?          | c. 750                | c. 750 | c. 751                | c. 751             | Constantino V      |
|        | Eudócia                                                   | ?                           | ?          | c. 751                | c. 751 | 14 de setembro de 775 | ?                  | Constantino V      |
|        | Irene de Atenas Ειρήνη η Αθηναία - Eirēnē Serantapechaina | ?                           | c. 752     | 17 de dezembro de 769 | 17 de dezembro de 769 como co-imperatriz consorte 25 de março de 775 como única imperatriz consorte                                         | 18 de junho de 780    | 9 de agosto de 803 | Leão IV, o Cazar   |
|        | Maria de Âmnia                                            | ?                           | c. 770     | Novembro de 788       | Novembro de 788 | Janeiro de 795        | Depois de 823      | Constantino VI     |
|        | Teódota Theodote                                          | ?                           | c. 780     | Setembro de 795       | Setembro de 795 | c. 797                | Depois de 797      | Constantino VI     |
| Imagem | Nome port., latim, grego                                  | Pai                         | Nascimento | Casamento             | Início do reinado | Fim do reinado        | Morte              | Marido             |

### Dinastia de Nicéforo I, o Logóteta(802–813)
| Imagem | Nome port., latim, grego  | Pai                    | Nascimento             | Casamento             | Início do reinado                                  | Fim do reinado      | Morte         | Marido     |
| ------ | ------------------------- | ---------------------- | ---------------------- | --------------------- | -------------------------------------------------- | ------------------- | ------------- | ---------- |
|        | Teófano de Atenas Θεοφανώ | ?                      | ?                      | 20 de dezembro de 807 | 807 como co-imperatriz consorte 26 de julho de 811 | 2 de outubro de 811 | ?             | Estaurácio |
|        | Procópia                  | Nicéforo I, o Logóteta | c. 770 - depois de 813 | Final do século VIII  | 2 de outubro de 811                                | 11 de julho de 813  | Depois de 813 | Miguel I   |
| Imagem | Nome port., latim, grego  | Pai                    | Nascimento             | Casamento             | Início do reinado                                  | Fim do reinado      | Morte         | Marido     |

### Período não dinástico (813–820)
| Imagem | Nome port., latim, grego | Pai      | Nascimento | Casamento | Início do reinado  | Fim do reinado        | Morte         | Marido |
| ------ | ------------------------ | -------- | ---------- | --------- | ------------------ | --------------------- | ------------- | ------ |
|        | Teodósia                 | Arsabero | c. 775     | ?         | 11 de julho de 813 | 25 de dezembro de 820 | Depois de 826 | Leão V |
| Imagem | Nome port., latim, grego | Pai      | Nascimento | Casamento | Início do reinado  | Fim do reinado        | Morte         | Marido |

### Dinastia frígia (amoriana)(820–867)
| Imagem | Nome port., latim, grego                    | Pai                     | Nascimento | Casamento         | Início do reinado     | Fim do reinado                                | Morte         | Marido                |
| ------ | ------------------------------------------- | ----------------------- | ---------- | ----------------- | --------------------- | --------------------------------------------- | ------------- | --------------------- |
|        | Tecla                                       | Vardanes, o Turco       | ?          | Antes de 803      | 25 de dezembro de 820 | c. 823                                        | c. 823        | Miguel II, o Amoriano |
|        | Eufrósine                                   | Constantino VI (Isauro) | c. 790     | c. 823            | c. 823                | 2 de outubro de 829                           | Depois de 836 | Miguel II, o Amoriano |
|        | Teodora Θεοδώρα                             | Marino (Mamicônio)      | c. 815     | 5 de junho de 830 | 5 de junho de 830     | 20 de janeiro de 842                          | Depois de 867 | Teófilo               |
|        | Eudócia Decapolitissa Eudokia Dekapolitissa | ?                       | ?          | 855               | 855                   | 23 de setembro de 867 – 24 de setembro de 867 | ?             | Miguel III, o Ébrio   |
| Imagem | Nome port., latim, grego                    | Pai                     | Nascimento | Casamento         | Início do reinado     | Fim do reinado                                | Morte         | Marido                |

### Dinastia macedônica(867–1056)
| Imagem                                 | Nome port., latim, grego               | Pai                                        | Nascimento | Casamento                                     | Início do reinado | Fim do reinado                        | Morte                 | Marido                        |
| -------------------------------------- | -------------------------------------- | ------------------------------------------ | ---------- | --------------------------------------------- | --- | ------------------------------------- | --------------------- | ----------------------------- |
|                                        | Eudócia Ingerina Ευδοκία Ιγγερίνα      | Inger                                      | c. 840     | 865                                           | 26 de maio de 866 como co-imperatriz consorte 24 de setembro de 867 como única imperatriz consorte                       | 882                                   | 882                   | Basílio I                     |
|                                        | Teófano Martinácia Θεοφανώ             | Constantino Martinácio                     | 866/67     | c. 883                                        | 29 de agosto de 886 | 893-897                               | 10 de novembro de 897 | Leão VI                       |
|                                        | Zoé Zautsina                           | Estiliano Zautzes                          | ?          | 893-897                                       | 893-897 | Maio de 899                           | Maio de 899           | Leão VI                       |
|                                        | Eudócia Baiana                         | ?                                          | ?          | Primavera de 900                              | Primavera de 900 | 12 de abril de 901                    | 12 de abril de 901    | Leão VI                       |
|                                        | Zoé Carbonopsina Ζωή Καρβωνοψίνα       | ?                                          | ?          | 9 de janeiro de 906                           | 9 de janeiro de 906 | 11 de maio de 912                     | ?                     | Leão VI                       |
|                                        | Helena Lecapena                        | Romano I Lecapeno                          | c. 910     | May 919                                       | Maio de 919 como co-imperatriz consorte 27 de janeiro de 945 como única imperatriz consorte                              | 9 de novembro de 959                  | 19 September 961      | Constantino VII Porfirogênito |
|                                        | Teodora Θεοδώρα                        | ?                                          | ?          | ?                                             | Setembro de 920 como cesarissa 17 de dezembro de 920 como imperatriz consorte sênior                                     | 20 de fevereiro 922                   | 20 de fevereiro 922   | Romano I Lecapeno             |
|                                        | Teófana Θεοφανώ                        | Anastaso                                   | c. 941     | 956                                           | 956 como co-imperatriz consorte 9 de novembro de 959 como única imperatriz consorte                                      | 15 de março de 963, pela primeira vez | Depois de 976         | Romano II                     |
| Agosto de 963, pela segunda vez        | Agosto de 963, pela segunda vez        | Anastaso                                   | c. 941     | 10 de dezembro de 969 – 11 de dezembro de 969 | Nicéforo II Focas |                                       | Depois de 976         |                               |
|                                        | Teodora Θεοδώρα                        | Constantino VII Porfirogênito (Macedônico) | c. 946     | Novembro de 971                               | Novembro de 971 | 10 de janeiro de 976                  | ?                     | João I                        |
|                                        | Helena                                 | Alípio                                     | ?          | 976?                                          | 976? como única imperatriz consorte ou imperatriz consorte júnior 15 de dezembro de 1025 como imperatriz consorte sênior | 15 de novembro de 1028                | ?                     | Constantino VIII              |
|                                        | Zoé Porfirogênita Ζωή                  | Constantino VIII (Macedônico)              | c. 978     | 12 de novembro de 1028                        | 15 de novembro de 1028, pela primeira vez                                                                                | 11 de abril de 1034                   | Junho de 1050         | Romano III Argiro             |
| 11 de abril de 1034, pela segunda vez  | 11 de abril de 1034, pela segunda vez  | Constantino VIII (Macedônico)              | c. 978     | 10 de dezembro de 1041                        | Miguel IV, o Paflagônio                                                                                                  |                                       | Junho de 1050         |                               |
| 11 de junho de 1042, pela terceira vez | 11 de junho de 1042, pela terceira vez | Constantino VIII (Macedônico)              | c. 978     | Junho de 1050                                 | Junho de 1050 | Constantino IX Monômaco               |                       |                               |
| Imagem                                 | Nome port., latim, grego               | Pai                                        | Nascimento | Casamento                                     | Início do reinado | Fim do reinado                        | Morte                 | Marido                        |

### Dinastia comnena(1057–1059)
| Imagem | Nome port., latim, grego | Pai                                      | Nascimento | Casamento     | Início do reinado                                                                                     | Fim do reinado         | Morte          | Marido  |
| ------ | ------------------------ | ---------------------------------------- | ---------- | ------------- | --- | ---------------------- | -------------- | ------- |
|        | Catarina da Bulgária     | João Vladislau da Bulgária (Cometópulos) | ?          | Antes de 1057 | 5 de junho de 1057 como imperatriz consorte rival 31 de agosto de 1057 como única imperatriz consorte | 22 de novembro de 1059 | Depois de 1059 | Isaac I |
| Imagem | Nome port., latim, grego | Pai                                      | Nascimento | Casamento     | Início do reinado                                                                                     | Fim do reinado         | Morte          | Marido  |

### Dinastia Ducas(1059–1081)
| Imagem                                 | Nome port., latim, grego                                                  | Pai                                  | Nascimento | Casamento              | Início do reinado | Fim do reinado      | Morte          | Marido              |
| -------------------------------------- | ------------------------------------------------------------------------- | ------------------------------------ | ---------- | ---------------------- | --- | ------------------- | -------------- | ------------------- |
|                                        | Eudócia Macrembolitissa Ευδοκία Μακρεμβολίτισσα - Eudokia Makrembolitissa | João Macrembolites                   | 1021       | Antes de 1050          | 24 de novembro de 1059, pela primeira vez | 22 de maio de 1067  | 1096           | Constantino X Ducas |
| 1 de janeiro de 1068, pela segunda vez | 1 de janeiro de 1068, pela segunda vez                                    | João Macrembolites                   | 1021       | 1071                   | Romano IV Diógenes |                     | 1096           |                     |
|                                        | Irene Pegonitissa                                                         | Nicetas Pegonita                     | ?          | ?                      | ? c. 1059? como cesarissa Em 1074, marido foi, sem desejar, proclamado imperador por um normando rebelde                                                     | ?                   | ?              | césar João Ducas    |
|                                        | Maria de Alânia Μαρία της Αλανίας                                         | Pancrácio IV da Geórgia (Bagrationi) | c. 1050    | 1065                   | 1065 como imperatriz consorte júnior 22 de maio de 1067 como co-imperatriz consorte 1071 como única imperatriz consorte 1075 como imperatriz consorte sênior | 31 de março de 1078 | Depois de 1103 | Miguel VII Ducas    |
| c. 1078                                | c. 1078                                                                   | Pancrácio IV da Geórgia (Bagrationi) | c. 1050    | 10 de dezembro de 1081 | Nicéforo III Botaniates |                     | Depois de 1103 |                     |
| Imagem                                 | Nome port., latim, grego                                                  | Pai                                  | Nascimento | Casamento              | Início do reinado | Fim do reinado      | Morte          | Marido              |

### Dinastia comnena(1081–1185)
| Imagem | Nome port., latim, grego     | Pai                                   | Nascimento            | Casamento                  | Início do reinado                                                                    | Fim do reinado         | Morte                           | Marido                    |
| ------ | ---------------------------- | ------------------------------------- | --------------------- | -------------------------- | ------------------------------------------------------------------------------------ | ---------------------- | ------------------------------- | ------------------------- |
|        | Irene Ducena Ειρήνη Δούκαινα | Andrônico Ducas (Ducas)               | c. 1066               | 1078                       | 4 de abril de 1081                                                                   | 15 de agosto de 1118   | 19 de fevereiro de 1123 ou 1133 | Aleixo I                  |
|        | Ana Comnena Άννα Κομνηνή     | Aleixo I (Comnenos)                   | 1 de dezembro de 1083 | 1097 como cesarissa        | 1097 como cesarissa                                                                  | 1118-1137              | 1153                            | Nicéforo Briênio, o Jovem |
|        | Piroska da Hungria (Irene)   | Ladislau I da Hungria (Árpád)         | 1088                  | 1104                       | 1104 como co-imperatriz consorte 15 de agosto de 1118 como única imperatriz consorte | 13 de agosto de 1134   | 13 de agosto de 1134            | João II                   |
|        | Berta de Sulzbach (Irene)    | Berengário II de Sulzbach (Babenberg) | Década de 1110        | Depois da Epifania de 1146 | Depois da Epifania de 1146                                                           | 1159                   | 1159                            | Manuel I                  |
|        | Maria de Antioquia           | Raimundo de Antioquia (Ramnulfidas)   | 1145                  | 24 de dezembro de 1161     | 24 de dezembro de 1161                                                               | 24 de setembro de 1180 | 1182                            | Manuel I                  |
|        | Inês da França Agnes         | Luís VII de França (Capetos)          | 1171                  | 2 de março de 1180         | 24 de setembro de 1180                                                               | Outubro de 1183        | Depois de 1204                  | Aleixo II                 |
| 1183   | 1183                         | Luís VII de França (Capetos)          | 1171                  | 12 de setembro de 1185     | Andrônico I                                                                          |                        | Depois de 1204                  |                           |
| Imagem | Nome port., latim, grego     | Pai                                   | Nascimento            | Casamento                  | Início do reinado                                                                    | Fim do reinado         | Morte                           | Marido                    |

### Dinastia ângelo(1185–1204)
| Imagem | Nome port., latim, grego                                             | Pai                              | Nascimento            | Casamento | Início do reinado                         | Fim do reinado         | Morte | Marido     |
| ------ | -------------------------------------------------------------------- | -------------------------------- | --------------------- | --------- | ----------------------------------------- | ---------------------- | ----- | ---------- |
|        | Margarida da Hungria (ou Maria)                                      | Bela III da Hungria (Árpád)      | 1175                  | c. 1185   | 12 de setembro de 1185, pela primeira vez | 8 de abril de 1195     | 1223  | Isaac II   |
|        | Eufrósine Ducena Camaterina Ευφροσύνη Δούκαινα Καματερίνα ή Καματηρά | Andrônico Ducas Camatero (Ducas) | c. 1155               | c. 1169   | 8 de abril de 1195                        | 17-18 de julho de 1203 | 1211  | Aleixo III |
|        | Margarida da Hungria (ou Maria)                                      | Bela III da Hungria (Árpád)      | 1175                  | c. 1185   | Julho de 1203, pela segunda vez           | Janeiro de 1204        | 1223  | Isaac II   |
|        | Eudócia Angelina Ευδοκία Αγγελίνα                                    | Aleixo III (Ângelos)             | 1 de dezembro de 1083 | ?1204?    | ?1204?                                    | ?1204?                 | 1211  | Aleixo V   |
| Imagem | Nome port., latim, grego                                             | Pai                              | Nascimento            | Casamento | Início do reinado                         | Fim do reinado         | Morte | Marido     |

## Imperatrizes consorte do Império Romano do Oriente (restaurado)

### Dinastia paleóloga(restaurada em Constantinopla, 1261–1453)
| Imagem | Nome port., latim, grego                 | Pai                                          | Nascimento               | Casamento                                                                                 | Início do reinado | Fim do reinado                              | Morte                                       | Marido                |
| ------ | ---------------------------------------- | -------------------------------------------- | ------------------------ | ----------------------------------------------------------------------------------------- | --- | ------------------------------------------- | ------------------------------------------- | --------------------- |
|        | Teodora Ducena Vatatzina                 | João Ducas Vatatzes (Ducas)                  | c. 1240                  | 1253                                                                                      | 1 de janeiro de 1259 como co-imperatriz consorte de Niceia 18 de agosto de 1258 como imperatriz única de Niceia 25 de julho de 1261 como imperatriz consorte restaurada em Constantinopla 8 de novembro de 1273 como imperatriz consorte sênior 1281 como única imperatriz consorte | 11 de dezembro de 1282                      | 4 de março de 1303                          | Miguel VIII Paleólogo |
|        | Ana da Hungria                           | Estêvão V da Hungria (Arpades)               | c. 1260                  | 8 de novembro de 1273 como co-imperatriz consorte                                         | 8 de novembro de 1273 como co-imperatriz consorte | 1281-1282                                   | 1281-1282                                   | Andrônico II          |
|        | Irene de Monferrato                      | Guilherme VII de Monferrato (Aleramici)      | 1274                     | 1284 como única imperatriz consorte 16 de janeiro de 1294 como imperatriz consorte sênior | 1284 como única imperatriz consorte 16 de janeiro de 1294 como imperatriz consorte sênior | 1317                                        | 1317                                        | Andrônico II          |
|        | Rita da Armênia (ou Maria)               | Leão III da Armênia (Hetúmidas)              | 10-11 de janeiro de 1278 | c. 1185                                                                                   | 16 de janeiro de 1294 como imperatriz consorte júnior 1317 como única imperatriz consorte | 12 de outubro de 1320                       | Julho de 1333                               | Miguel IX Paleólogo   |
|        | Irene de Brunsvique                      | Guilherme I de Brunsvique-Luneburgo (Guelfo) | c. 1293                  | Março de 1318                                                                             | Março de 1318 como co-imperatriz consorte Julho de 1321 como imperatriz consorte rival | 16 de agosto de 1324 – 17 de agosto de 1324 | 16 de agosto de 1324 – 17 de agosto de 1324 | Andrônico III         |
|        | Ana de Saboia                            | Amadeu V de Saboia (Saboia)                  | 1306                     | Outubro de 1326                                                                           | Outubro de 1326 como imperatriz consorte rival 24 de maio de 1328 como única imperatriz consorte | 15 de junho de 1341                         | 1359                                        | Andrônico III         |
|        | Irene Asanina                            | Andrônico Asen (Asen)                        | c. 1300                  | Antes de 1320                                                                             | 26 de outubro de 1341 como imperatriz consorte rival 8 de fevereiro de 1347 como co-imperatriz consorte | 4 de dezembro de 1354                       | 1363 - 1379                                 | João VI               |
|        | Helena Cantacuzena                       | João VI (Cantacuzenos)                       | 1333                     | 28-29 de maio de 1347                                                                     | 28-29 de maio de 1347 como co-imperatriz consorte 1352 como co-imperatriz consorte rival 4 de dezembro de 1354 como imperatriz consorte sênior | 12 de agosto de 1376                        | 10 de dezembro de 1396                      | João V                |
|        | Irene Paleóloga                          | Demétrio Paleólogo (Paleólogos)              | 1327                     | 1340                                                                                      | 15 de abril de 1353 como co imperatriz consorte 4 de dezembro de 1354 como imperatriz consorte rival | 1357                                        | 1357                                        | Mateus Cantacuzeno    |
|        | Ceratza da Bulgária (ou Maria)           | João Alexandre da Bulgária (Shishman)        | 1348                     | Depois de 17 de agosto de 1355                                                            | Depois de 17 de agosto de 1355 como co-imperatriz consorte 12 de agosto de 1376 como imperatriz consorte sênior | 1 de julho de 1379                          | 1390                                        | Andrônico IV          |
|        | Helena Cantacuzena                       | João VI (Cantacuzenos)                       | 1333                     | 28-29 de maio de 1347                                                                     | 1 de julho de 1379 como imperatriz consorte sênior, cujo marido fora recentemente restaurado 14 de abril de 1390 como única imperatriz consorte 17 de setembro de 1390 como imperatriz consorte sênior, cujo marido fora restaurado                                                 | 16 de fevereiro de 1391                     | 10 de dezembro de 1396                      | João V                |
|        | Helena Dragasa                           | Constantino Dragases (Dragases)              | c. 1372                  | 10 de fevereiro de 1392 como imperatriz consorte sênior                                   | 10 de fevereiro de 1392 como imperatriz consorte sênior | 21 de julho de 1425                         | 23 de maio de 1450                          | Manuel II             |
|        | Irene Gattilusio                         | Francisco II de Lesbos (Gattilusio)          | 1333                     | Antes de 1397 como co-imperatriz consorte                                                 | Antes de 1397 como co-imperatriz consorte | 22 de setembro de 1408                      | 1 de junho de 1440                          | João VII              |
|        | Ana de Moscou                            | Basílio I de Moscou (Ruríquida)              | 1393                     | c. 1411                                                                                   | 1416 como despoina, e, logo em seguida, co-imperatriz consorte | Agosto de 1417                              | Agosto de 1417                              | João VIII             |
|        | Sofia de Monferrato Sofia Paleólogo      | Teodoro II de Monferrato (Paleólogos)        | 1396                     | 19 de janeiro de 1421                                                                     | 19 de janeiro de 1421 como co-imperatriz consorte 21 de julho de 1425 como única imperatriz consorte | Agosto de 1426                              | 21 de agosto de 1434                        | João VIII             |
|        | Maria de Trebizonda Maria Megale Komnene | Aleixo IV de Trebizonda (Comnenos)           | ?                        | Setembro de 1427                                                                          | Setembro de 1427 | 17 de dezembro de 1439                      | 17 de dezembro de 1439                      | João VIII             |
| Imagem | Nome port., latim, grego                 | Pai                                          | Nascimento               | Casamento                                                                                 | Início do reinado | Fim do reinado                              | Morte                                       | Marido                |

## Candidatas a imperatrizes consorte do Império Romano
O Império Romano do Ocidente foi destruído em 476 e o do Oriente, em 1453. Embora outros estados tenham alegado para si títulos similares depois da queda de Constantinopla - como, por exemplo, as imperatrizes do Sacro Império Romano-Germânico ou as imperatrizes russas (imperatrizes da terceira Roma) - a última imperatriz consorte que reinou no Império Romano do Oriente (o Império Bizantino) foi Maria de Trebizonda. O último pretendente paleólogo, André Paleólogo, vendeu seu direito à sucessão imperial para Carlos VIII da França e este, por sua vez, deixou o título imperial como herança para Fernando II de Aragão e Isabel I de Castela (os famosos "Reis Católicos"), e, assim, as rainhas da França ou da Espanha tem sido as "imperatrizes titulares" do Império Romano do Oriente desde o século XV. Outro paleólogo, Manuel Paleólogo, vendeu seu direito à sucessão para o sultão otomano Bajazeto II (os sultões otomanos já reivindicavam para si o título de Kaizer-i Rum - "imperador romano"); porém, uma vez que não existia um título de "sultana" (uma vez que os otomanos praticavam a poligamia), não existe nada similar às imperatrizes consorte no Império Otomano. 
Outros possíveis pretendentes aos títulos foram as antigas rainhas da Grécia, uma vez que a monarquia grega foi criada em 1832 alegando ser a sucessora do Império Bizantino. As antigas rainhas da Itália também são possíveis candidatas à função, pois seus maridos foram os únicos monarcas europeus a governarem de forma efetiva sobre a cidade de Roma, a sede do Império Romano desde a sua fundação.
Nenhuma das imperatrizes da Rússia ou das rainhas da França, Espanha, Itália ou da Grécia reivindica para si qualquer título romano e as que o fizeram, utilizando a palavra "romano" no título (as imperatrizes do Sacro Império Romano-Germânico e as rainhas germânicas), encerraram suas reivindicações depois da dissolução do império em 1806.